# Lac Machónico
Le lac Machónico est un lac andin d'origine glaciaire situé en Argentine, au sud-ouest de la province de Neuquén, en Patagonie, dans le département de Lácar. 

## Toponymie
Machónico en mapudungun, langue des Mapuches, signifie « eau avec crevettes ». On peut donc traduire par lac aux crevettes.

## Description
Situé au sein des montagnes de la cordillère des Andes, il occupe une vallée d'origine glaciaire, allongée du sud-ouest vers le nord-est, quelque 20 kilomètres au sud-sud-ouest de la ville de San Martín de los Andes. La zone située tout autour est en grande partie inhabitée.
Le lac Machónico est entouré d'une forêt de type andino-patagonique, notamment de lengas (Nothofagus pumilio) et de coihues (Nothofagus dombeyi), ainsi que d'alerces (Fitzroya cupressoides).
Sa surface se trouve à 992 mètres d'altitude.
On y accède par la route des Sept Lacs qui longe le lac sur la plus grande partie de sa rive est.
On y pratique des sports aquatiques, principalement en été. On peut alors y naviguer avec des kayaks et des canoës.

## Hydrographie
Il fait partie d'une chaîne de lacs situés dans le bassin hydrographique du río Negro.
Il reçoit les eaux de l'émissaire du lac Hermoso, le río Hermoso. Celui-ci est son principal tributaire qui, juste avant son débouché, traverse d'abord le lac Pichi Machónico.
Le río Hermoso traverse le lac Machónico dont il est donc aussi l'émissaire. Il se jette ultérieurement dans le lac Meliquina. Le lac Meliquina déverse ses eaux dans le río Meliquina, lequel conflue avec le río Filo Hua Hum, pour former le río Caleufú, qui débouche dans le río Collón Curá, et de là dans le río Limay, constituant sud du río Negro.